# روی کاکرن
روی کاکرن (انگلیسی: Roy Cochran؛ ۶ ژانویه ۱۹۱۹ – ۲۶ سپتامبر ۱۹۸۱) دونده اهل ایالات متحده آمریکا بود.
وی در مسابقات کشوری و بین‌المللی در مجموع برندهٔ ۲ مدال طلا شده‌است.